# ランプスハイム
ランプスハイム（Lambsheim）はドイツ連邦共和国の村。ラインラント＝プファルツ州に属する。人口は6067人（2004年）。
近隣の都市としては、約10キロ東にマンハイム、30キロ南東にハイデルベルク、40キロ西にカイザースラウテルンが位置している。かつてのドイツ代表DFユルゲン・コーラーの出身地。

## 引用
1. ↑  Statistisches Landesamt Rheinland-Pfalz – Bevölkerungsstand 31. Dezember 2023, Landkreise, Gemeinden, Verbandsgemeinden